# 新しい学校のリーダーズ
新しい学校のリーダーズ（あたらしいがっこうのリーダーズ）は、日本の4人組ダンスボーカルユニット、ダンスパフォーマンスユニット。所属事務所はアソビシステム、TWIN PLANET、テレビ朝日ミュージックの合同マネージメント。レーベルは88rising。海外では「ATARASHII GAKKO!」名義で活動。

## 概要
2015年結成、2017年にビクターエンタテインメントよりメジャーデビュー。グループ名の由来はアメリカのヒップホップグループ「リーダーズ・オブ・ザ・ニュースクール」から。2021年1月には88risingより海外名義「ATARASHII GAKKO!」で世界デビュー。海外での名義「ATARASHII GAKKO!」は、「新しい学校のリーダーズ」のアルファベット表記「ATARASHII GAKKO NO LEADERS」で「NO」はYES or NOを表すことから別名を候補にしたが、従前の活動と繋がりを勘案した。「AG!」と略称される。
グループのコンセプトは「模範的なヤツばかりが評価されるこの時代、くだらない不寛容社会から、個性と自由ではみ出していく」で、「踊る、セーラー服と奇行癖。」と呼ばれ、「青春日本代表」を自称している。結成理由は「時代に呼ばれ、小指を繋ぎ合わせた」と語っている。
結成当初から衣装としてセーラー服を着用しており、左腕に風紀委員のような腕章をして、屋外でも上履きを履いている。スカートを短くするなど制服を着崩す事なく一貫してこのスタイルを続ける理由は、「如何にルールから逸脱せずにはみ出せるか」を体現し、「同じ服を着ていても個性が出る」という事を具現化する為である。
全楽曲の振り付けをメンバー4人が話し合いながら作成しており、曲の表現には非常にこだわりがある。映画『ベイビーわるきゅーれ 2ベイビー』の主題歌の振付を作る際、主演の伊澤彩織からブラジリアンキックなどのアクションを実際に習い振付の殺陣に活かした。また、振付を提供したHey! Say! JUMPのヒット曲「ネガティブファイター」のダンスは「マッスルダンス」として有名になりTIKTOKに多数投稿された。テレビCMなどでは商品のイメージによって現場で即興で振付を作成することがあるが、数分で（4人のダンスを）合わせることができる。

## メンバー
MIZYU（みぢゅ、1998年〈平成10年〉12月22日 - ）
東京出身、最年長のリーダー。小学2年生からダンススクールに通う 。自身のツインテールを手で振り回すパフォーマンスは「ミジュコプター」と呼ばれている。小学5年生時、キッズダンス雑誌「ダンス・スタイル・キッズ」でモデルを、6年生時、きゃりーキッズとしてきゃりーぱみゅぱみゅのバックダンサーを務めていた。ちゃんみなとは保育園からの幼なじみで、小学校高学年が最強に仲良しだったと語っている。

RIN（りん、2001年〈平成13年〉9月11日 - ）
埼玉出身。デビュー前は様々なダンスコンテストで入賞経験があり、ヒップホップ系ダンスが得意。3〜4歳の頃からダンススクールに通う。東京芸能学園 高等部出身。ラップパートやDJを担当することもある。髪型を変えることが多く、2024年現在の髪型はパーマとサイドを刈り上げたツーブロック。趣味は料理で、味噌を手作りするというこだわりがある。

SUZUKA（すずか、2001年〈平成13年〉11月29日 - ）
大阪出身、ハスキー&パワフルな歌声で主にリードボーカル・MCを担当。丸眼鏡と関西弁がトレードマーク。三姉妹の末っ子で、3〜4歳の頃から姉と同じダンススクールに通う。ある時「犬になりきる」練習を45分間泣きながらやり通し「解放」を学ぶことができ、今の自分があるという。若い頃からMC力が高くコロナ期に自主配信した「ジャパネットSUZUKA」「SUZUKAの部屋」などでMCを担当していた。エレファントカシマシの宮本浩次に憧れており、一時は散髪の際に本人の写真の通りにしてくれとオーダーしていたほど。スクール通学中にお笑い芸人を目指した事がある。大阪市立高倉中学校、東京芸能学園 高等部出身。

KANON（かのん、2002年〈平成14年〉1月18日 - ）
群馬出身、ストレートのロングヘアーが特徴。小学1年生からダンススクールに通う。学生時代は学級委員を務めるほど真面目なタイプだったが、ダンスをする時は別の人格が出たという。滑らかなターンなどクラシック系ダンスを得意とし、SUZUKAを肩車するパフォーマンスをするなど足腰の強さも持つ。趣味はアニメで兄姉の影響で『HUNTER×HUNTER』を見てアニメにハマったという。

## 来歴
2015年7月19日に当時中高生のメンバー4人でグループを結成。タイアップとしてロッテのチューイングガム「Fit's」のCM動画に出演。楽曲はCMソング「噛むとフニャン」をtofubeatsがリミックスし、ageHaのイベント「ageHa×ASOBISYSTEM Presents Bayside Dance Camp〜Summer〜」でライブに初出演。
2016年7月25日にあいみょん作詞作曲の「学校行けやあ゛」をLINE MUSICで配信開始し、「はみ出しプロジェクト」として湖池屋と協業すると、同日ライブハウスWWWで初の主催イベント「平成28年度 はみ出しフェスティボー」を開催した。8月1日にはSHIBUYA109のシーズンビジュアルモデルに抜擢された。
2017年6月7日にビクターエンタテインメントからH ZETT Mのプロデュースで1stシングル『毒花』を発売し、テレビ朝日系列で放送されたテレビドラマ『女囚セブン』の主題歌に採用され、6月9日放送の最終回にはドラマの劇中に出演した。10月25日には2ndシングル『キミワイナ'17』を発売し、カップリング曲の『SNS24時』が2018年春から放送のテレビアニメ『SNSポリス』の主題歌に採用され、メンバーが声優として出演した。
2020年11月24日にアメリカを拠点とする音楽レーベル・88risingと契約し、「ATARASHII GAKKO!」として世界デビューすることを発表すると、翌2021年1月20日に88risingからデジタル・シングル『NAINAINAI』で世界デビューを果たした。11月20日に、ビースティ・ボーイズのプロデュースをしていたマニー・マークがプロデュースを手掛けるデジタル・アルバム『SNACKTIME』が、アルバムでは初めて全世界同時発売となった。
2022年末に『SONGS OF TOKYO Festival 2022』で披露した2020年の楽曲『オトナブルー』の"首振りダンス"が2023年1月にTikTokで話題となり、振り付けを真似て踊る動画が流行すると、同年6月には動画再生回数が25億を突破した。2月に『オトナブルー』がBillboard Japan Heatseekers Songsで10位となり、3月16日には『オトナブルー』のミュージック・ビデオを公開され、3月29日にBillboard Japan Heatseekers Songsで1位となり翌週も1位を維持する。4月7日にTHE FIRST TAKEに『オトナブルー』で出演し、YouTube週間動画再生数ランキング（音楽部門）で1位となった。なお、『オトナブルー』は6月29日に行われた「TikTok上半期トレンド大賞2023」授賞式にて大賞を受賞し、12月8日に公表されたBillboard JAPAN Heatseekers Songs of the Year 2023でも1位を獲得した。
2023年11月27日にGQ MEN OF THE YEAR 2023「ブレイクスルー・アーティスト賞」を受賞し、12月1日に発表された「ユーキャン新語・流行語大賞2023」において、ノミネートされていた30語の中から「新しい学校のリーダーズ／首振りダンス」がトップテンに入賞すると、12月5日に発表された「Yahoo!検索大賞2023」においてもミュージシャン部門を受賞した。12月7日、アメリカのABCで大物司会者ジミー・キンメルがホストを務める人気番組『ジミー・キンメル・ライブ!』にゲスト出演。12月30日、『第65回 輝く!日本レコード大賞』にて『オトナブルー』が優秀作品賞を受賞。12月31日、『第74回NHK紅白歌合戦』に初出場を果たし、トップバッターを務めた。
2024年3月13日に「第38回日本ゴールドディスク大賞」特別賞を受賞した。映画『ゴーストバスターズ/フローズン・サマー』の日本語版テーマソングを担当しニューヨークで行われたワールドプレミアに参加した。4月にはアメリカで開催される世界最大級のフェス「コーチェラ・フェスティバル2024」に出演、GOBIステージの大トリを飾った。12月30日、『第66回 輝く!日本レコード大賞』にて特別国際音楽賞を受賞。
2025年3月16日にアメリカ・ロサンゼルスで開催された音楽イベント『matsuri '25: Japanese Music Experience LOS ANGELES』に、YOASOBI・Adoと共に出演。
2025年7月19日、結成10周年となる、まさにこの日に、幕張メッセ9−11ホールにおいて、記念となるライブである、「宣誓 ～個性や自由ではみ出し10年～」を開催した。

## ディスコグラフィ
各曲のタイアップ先に関する備考は #タイアップ の項目に記載。

### シングル
| #  | リリース日     | タイトル                                    | 販売形態     | 販売形態     | 初収録アルバム／EP | レーベル                   | 備考                                                     |
| -- | -------------- | ------------------------------------------- | ------------ | ------------ | ------------------ | -------------------------- | -------------------------------------------------------- |
| -  | 2016年07月25日 | 学校行けやあ゛                              | デジタル配信 | デジタル配信 | 新しい学校のすゝめ | -                          | LINE MUSIC限定配信曲                                     |
| 1  | 2017年05月17日 | 毒花                                        | デジタル配信 | デジタル配信 | マエナラワナイ     | ビクターエンタテインメント | メジャーデビューシングル                                 |
| 1  | 2017年06月07日 | 毒花                                        | CD           | VICL-37286   | マエナラワナイ     | ビクターエンタテインメント | メジャーデビューシングル                                 |
| 2  | 2017年10月25日 | キミワイナ'17                               | デジタル配信 | デジタル配信 | マエナラワナイ     | ビクターエンタテインメント |                                                          |
| 2  | 2017年10月25日 | キミワイナ'17                               | CD           | VICL-37326   | マエナラワナイ     | ビクターエンタテインメント |                                                          |
| 3  | 2018年01月24日 | 恋の遮断機 feat.H ZETTRIO                   | デジタル配信 | デジタル配信 | マエナラワナイ     | ビクターエンタテインメント | 『マエナラワナイ』リード曲として先行配信                 |
| 4  | 2018年02月28日 | 最終人類                                    | デジタル配信 | デジタル配信 | マエナラワナイ     | ビクターエンタテインメント | 『マエナラワナイ』リード曲第2弾として先行配信            |
| 5  | 2018年08月29日 | 狼の詩                                      | デジタル配信 | デジタル配信 | 若気ガイタル       | ビクターエンタテインメント | 阿久悠が生前に残した詞を採用                             |
| 5  | 2018年08月29日 | 狼の詩                                      | CD           | VICL-37428   | 若気ガイタル       | ビクターエンタテインメント | 阿久悠が生前に残した詞を採用                             |
| 6  | 2018年12月12日 | 迷えば尊し                                  | デジタル配信 | デジタル配信 | 若気ガイタル       | ビクターエンタテインメント |                                                          |
| 7  | 2019年02月06日 | 恋ゲバ                                      | デジタル配信 | デジタル配信 | 若気ガイタル       | ビクターエンタテインメント | 『若気ガイタル』リード曲として先行配信                   |
| 8  | 2020年05月01日 | オトナブルー                                | デジタル配信 | デジタル配信 | 一時帰国           | むむむRECORDS              | 3作連続デジタルリリース第1弾                             |
| 9  | 2020年05月15日 | ケセラセラ                                  | デジタル配信 | デジタル配信 | マ人間             | むむむRECORDS              | 3作連続デジタルリリース第2弾                             |
| 10 | 2020年05月22日 | 恋文                                        | デジタル配信 | デジタル配信 | マ人間             | むむむRECORDS              | 3作連続デジタルリリース第3弾                             |
| 11 | 2021年01月20日 | NAINAINAI                                   | デジタル配信 | デジタル配信 | 新しい学校のすゝめ | 88rising                   | 全世界デビューシングル                                   |
| 12 | 2021年03月02日 | Freaks                                      | デジタル配信 | デジタル配信 | -                  | 88rising                   | ATARASHII GAKKO! & Warren Hue名義                        |
| 13 | 2021年09月21日 | Pineapple Kryptonite                        | デジタル配信 | デジタル配信 | SNACKTIME          | 88rising                   | 初のマニー・マークプロデュースによるシングル             |
| -  | 2022年01月25日 | Free Your Mind (Spanish Version)            | デジタル配信 | デジタル配信 | -                  | 88rising                   | 初のスペイン語による歌唱                                 |
| 14 | 2022年04月15日 | WOO! GO!                                    | デジタル配信 | デジタル配信 | -                  | 88rising                   |                                                          |
| -  | 2022年05月24日 | Pineapple Kryptonite (Yohji Igarashi Remix) | デジタル配信 | デジタル配信 | -                  | 88rising                   |                                                          |
| 15 | 2022年07月27日 | BABY                                        | デジタル配信 | デジタル配信 | -                  | 88rising                   | Amazon Music独占配信曲 Seihoと新しい学校のリーダーズ名義 |
| 16 | 2022年10月31日 | HANAKO                                      | デジタル配信 | デジタル配信 | -                  | 88rising                   | マニー・マークによるプロデュース                         |
| 17 | 2023年02月24日 | The Edge                                    | デジタル配信 | デジタル配信 | -                  | 88rising                   |                                                          |
| 18 | 2023年03月22日 | じゃないんだよ                              | デジタル配信 | デジタル配信 | 一時帰国           | ATARASHII GAKKO!           |                                                          |
| -  | 2023年06月16日 | オトナブルー - From THE FIRST TAKE          | デジタル配信 | デジタル配信 | マ人間             | ATARASHII GAKKO!           |                                                          |
| 19 | 2023年08月09日 | マ人間                                      | デジタル配信 | デジタル配信 | マ人間             | ATARASHII GAKKO!           | アルバム『マ人間』より先行配信                           |
| 20 | 2023年10月20日 | Tokyo Calling                               | デジタル配信 | デジタル配信 | AG! Calling        | 88rising                   |                                                          |
| 21 | 2024年01月26日 | Toryanse                                    | デジタル配信 | デジタル配信 | AG! Calling        | 88rising                   |                                                          |
| 22 | 2024年02月09日 | HELLO (from The Tiger's Apprentice)         | デジタル配信 | デジタル配信 | -                  | 88rising                   |                                                          |
| 23 | 2024年07月19日 | Change                                      | デジタル配信 | デジタル配信 | 新しい学校のすゝめ | ATARASHII GAKKO!           |                                                          |
| 24 | 2025年03月13日 | One Heart                                   | デジタル配信 | デジタル配信 | 新しい学校のすゝめ | ATARASHII GAKKO!           |                                                          |

### アルバム
| # | リリース日     | タイトル           | 販売形態       | 販売形態       | 規格品番     | レーベル                   |
| - | -------------- | ------------------ | -------------- | -------------- | ------------ | -------------------------- |
| 1 | 2018年03月21日 | マエナラワナイ     | デジタル配信   | デジタル配信   | デジタル配信 | ビクターエンタテインメント |
| 1 | 2018年03月21日 | マエナラワナイ     | CD             | CD             | VICL-64968   | ビクターエンタテインメント |
| 2 | 2019年03月06日 | 若気ガイタル       | デジタル配信   | デジタル配信   | デジタル配信 | ビクターエンタテインメント |
| 2 | 2019年03月06日 | 若気ガイタル       | CD+DVD         | 初回限定盤     | VIZl-1534    | ビクターエンタテインメント |
| 2 | 2019年03月06日 | 若気ガイタル       | CD             | 通常盤         | VICL-65130   | ビクターエンタテインメント |
| 3 | 2024年06月07日 | AG! Calling        | デジタル配信   | デジタル配信   | デジタル配信 | 88rising                   |
| 3 | 2024年11月03日 | AG! Calling        | LPレコード     | 生産限定盤     | VIJL-60347   | SPEEDSTAR RECORDS          |
| 4 | 2025年07月16日 | 新しい学校のすゝめ | 2CD            | 通常盤         | AGTA-0003    | ATARASHII GAKKO!           |
| 4 | 2025年07月16日 | 新しい学校のすゝめ | 2CD+DVD        | 初回限定盤     | AGTA-0004    | ATARASHII GAKKO!           |
| 4 | 2025年07月16日 | 新しい学校のすゝめ | 2CD+DVD+グッズ | 青春部員限定盤 | -            | ATARASHII GAKKO!           |

### EP
| # | リリース日     | タイトル        | 販売形態     | 販売形態     | 規格品番     | レーベル         |
| - | -------------- | --------------- | ------------ | ------------ | ------------ | ---------------- |
| 1 | 2021年11月12日 | SNACKTIME       | デジタル配信 | デジタル配信 | デジタル配信 | 88rising         |
| 2 | 2023年04月12日 | 一時帰国        | デジタル配信 | デジタル配信 | デジタル配信 | ATARASHII GAKKO! |
| 2 | 2023年12月13日 | 一時帰国 DELUXE | CD           | CD           | AGTA-0002    | ATARASHII GAKKO! |
| 2 | 2024年11月03日 | 一時帰国 DELUXE | LPレコード   | 数量限定盤   | AGAR-0002    | ATARASHII GAKKO! |
| 3 | 2023年08月16日 | マ人間          | デジタル配信 | デジタル配信 | デジタル配信 | ATARASHII GAKKO! |
| 3 | 2023年08月16日 | マ人間          | CD           | CD           | AGTA-0001    | ATARASHII GAKKO! |
| 3 | 2024年11月03日 | マ人間          | LPレコード   | 数量限定盤   | AGAR-0001    | ATARASHII GAKKO! |

### 参加作品
| リリース日     | タイトル                                               | コラボアーティスト     | 収録作品                   | 備考       |
| -------------- | ------------------------------------------------------ | ---------------------- | -------------------------- | ---------- |
| 2018年11月21日 | 少女元年                                               | アーバンギャルド       | 愛と幻想のアーバンギャルド | MVのみ参加 |
| 2022年04月13日 | 東京タワー (feat. 新しい学校のリーダーズ)              | 香取慎吾               | 東京SNG                    |            |
| 2024年05月29日 | ドラ1独走 (椎名林檎と新しい学校のリーダーズ)           | 椎名林檎               | 放生会                     |            |
| 2024年06月19日 | シミ feat. 新しい学校のリーダーズ                      | マキシマム ザ ホルモン | キ・セ・イ・ラッシュ       |            |
| 2025年02月14日 | Some Type Of Skin (ft. ATARASHII GAKKO!)               | オーロラ               | Some Type Of Skin          |            |
| 2025年04月11日 | Free Yourself                                          | BIGYUKI                | Free Yourself              |            |
| 2025年06月20日 | ARMSTRONG                                              | MILLI                  | HEAVYWEIGHT                |            |
| 2025年07月08日 | 青春永遠 (TV Size Edit) (feat. 新しい学校のリーダーズ) | 湘南乃風               | 青春永遠                   |            |
| 2025年07月11日 | Narani Narani (feat. 新しい学校のリーダーズ)           | Balming Tiger          | Narani Narani              |            |

### 未リリース楽曲
オリジナル楽曲以外にもカバーやCMソングを含む。
| タイトル                                                    | 名義                                 | JASRAC作品コード | 備考 |
| ----------------------------------------------------------- | ------------------------------------ | ---------------- | --- |
| 透明ガール                                                  | 新しい学校のリーダーズ               | 217-6699-1       | 4人が歌唱するリミックスを指す。 『マエナラワナイ』収録リミックスとは異なる。                                                                              |
| マエナラワナイ                                              | 新しい学校のリーダーズ               | 219-7832-8       | ファーストアルバムのタイトルとして使用されている。 |
| 宮尾                                                        | 新しい学校のリーダーズ               | 229-4495-8       | 『新しい学校のすゝめ』収録リミックスとは異なるリミックスを指す。 タイトルはシューベルトの『魔王』をオマージュしたことに由来する。                         |
| いきものたいそう                                            | 新しい学校のリーダーズ むむむ 八木類 | 240-3712-5       | NHK Eテレ『ブレイクッ!』にて放送。 |
| いきものたいそう2                                           | 新しい学校のリーダーズ むむむ 八木類 | 249-3224-8       | NHK Eテレ『ブレイクッ!』にて放送。 |
| どうにもとまらない                                          | Klang Ruler & 新しい学校のリーダーズ | 055-4010-1       | 山本リンダ『どうにもとまらない』のカバー。 |
| 笑って許して                                                | Klang Ruler & 新しい学校のリーダーズ | 095-2021-0       | 和田アキ子『笑って許して』のカバー。 |
| Intergalactic                                               | ATARASHII GAKKO!'s Beastie Boys      | 0I7-3254-3       | ビースティ・ボーイズ『Intergalactic』のカバー。 |
| AG! Lazy Susan                                              | 新しい学校のリーダーズ               | 7F9-3321-1       | 21サヴェージ『Lazy Susan』のカバー。 |
| 噛むとフニャン tofubeats Remix                              | 新しい学校のリーダーズ               | -                | ロッテ『Fit’s』とのコラボレーション。 太陽のソルティシトラス味の発売記念。                                                                                |
| Bounce放課後                                                | 新しい学校のリーダーズ               | -                | ロッシーニの『ウィリアム・テル』序曲をサンプリングしている。                                                                                              |
| いいこじゃいられない                                        | 新しい学校のリーダーズ               | -                | ビゼーの『カルメン』第一組曲をサンプリングしている。 |
| 資生堂『エージーデオ24』CMソング                            | 新しい学校のリーダーズ               | -                | 資生堂『エージーデオ24』「こんなときにおもん ミュージックビデオ」篇 WEB CMソング                                                                          |
| MOTTO MOTTO MOTTO                                           | 新しい学校のリーダーズ               | -                | ロート製薬『青春応援プロジェクト「MOTTO MOTTO MOTTO / よくばれ、もっと。」』キャンペーンソング                                                            |
| BORN TO BE FREE!!!!                                         | 新しい学校のリーダーズ               | -                | ソニー・インタラクティブエンタテインメント 『PS5新作ラインナップ編』『PlayStation Plus編』CMソング                                                        |
| キミニウタエバ                                              | 新しい学校のリーダーズ               | -                | カラオケアプリ『UTAO』「新しい時代」篇 WEB CMソング |
| ゴーストバスターズ                                          | 新しい学校のリーダーズ               | -                | 映画『ゴーストバスターズ／フローズン・サマー』 日本語吹替版はみ出しカバーソング                                                                           |
| ブルボン『フェットチーネグミ』CMソング                      | 新しい学校のリーダーズ               | -                | ブルボン『フェットチーネグミ』TV CMソング CMの楽曲はyonkey制作によるオリジナルソング。                                                                    |
| Uzi San                                                     | 新しい学校のリーダーズ               | -                | 『AG! Calling』より先行シングルとして2024年５月にデジタル配信予定だった。                                                                                 |
| ブルボン『フェットチーネグミ』CMソング リミックスバージョン | 新しい学校のリーダーズ               | -                | ブルボン『フェットチーネグミ』「青春とはきゅん」篇 特別版 WEB CMソング 楽曲は前回のCMで使用されたyonkey制作によるオリジナルソングのリミックスバージョン。 |

### タイアップ
タイトルの順番は、初収録作品のリリース日またはタイアップの開始時期。
| タイトル                                                    | タイアップ詳細                                                                                    |
| ----------------------------------------------------------- | ------------------------------------------------------------------------------------------------- |
| 学校行けやあ゛                                              | 湖池屋『はみ出しプロジェクト』テーマソング                                                        |
| 学校行けやあ゛                                              | テレビ岩手『らどんぱ!』2016年9月度エンディングテーマ                                              |
| 学校行けやあ゛                                              | フジテレビ『呼び出し先生タナカ』オープニングテーマ                                                |
| 毒花                                                        | テレビ朝日系列 金曜ナイトドラマ『女囚セブン』主題歌                                               |
| ワカラナイ                                                  | テレビ神奈川『関内デビル』2017年6月度テーマソング                                                 |
| SNS24時                                                     | 配信アニメ『SNSポリス』主題歌                                                                     |
| 最終人類                                                    | テレビ神奈川『関内デビル』2018年3月度テーマソング                                                 |
| zzz                                                         | TBS系列『トコトン掘り下げ隊!生き物にサンキュー!!』2018年4～6月度エンディングテーマ                |
| ピロティ                                                    | 幸楽苑『恋する幸楽苑』TV CMソング                                                                 |
| 迷えば尊し                                                  | RKBラジオ『カリメン』エンディングテーマ                                                           |
| 知りたい                                                    | 幸楽苑『恋する幸楽苑 / ゆず塩野菜らーめん』TV CMソング                                            |
| 資生堂『エージーデオ24』CMソング                            | 資生堂『エージーデオ24』「こんなときにおもん ミュージックビデオ」篇 WEB CMソング                  |
| WOO! GO!                                                    | ナイキ『NIKE塾』テーマソング                                                                      |
| WOO! GO!                                                    | Epic Games『Fortnite』シーズンテーマソング                                                        |
| BABY                                                        | Amazon Original『ひ～! ひ～! ふ～!』コラボソング                                                  |
| The Edge                                                    | Crunchyroll シーズントレイラー サウンドトラック収録曲                                             |
| じゃないんだよ                                              | 映画『ベイビーわるきゅーれ 2ベイビー』主題歌                                                      |
| MOTTO MOTTO MOTTO                                           | ロート製薬『青春応援プロジェクト「MOTTO MOTTO MOTTO / よくばれ、もっと。」』キャンペーンソング    |
| 青春を切り裂く波動                                          | Leminoドラマ『対ありでした。〜お嬢さまは格闘ゲームなんてしない〜』主題歌                          |
| Suki Lie                                                    | テレビ東京系列 ドラマチューズ!『何かおかしい 2』エンディングテーマ（偶数話）                      |
| 踊る本能001                                                 | NHK『みんなのうた』2023年度12～1月度 放送曲                                                       |
| 踊る本能001                                                 | 『True Colors DANCE 2024』テーマソング                                                            |
| BORN TO BE FREE!!!!                                         | ソニー・インタラクティブエンタテインメント『PS5新作ラインナップ編』『PlayStation Plus編』CMソング |
| マ人間                                                      | テレビ朝日系列 金曜ナイトドラマ『警部補ダイマジン』オープニングテーマ                             |
| 狙いうち (50th anniversary special cover)                   | 映画『リボルバー・リリー』はみ出し応援ソング                                                      |
| キミニウタエバ                                              | カラオケアプリ『UTAO』「新しい時代」篇 WEB CMソング                                               |
| Tokyo Calling                                               | カゴメ『ぶっかけトマト ガーリック＆トマト』『カゴメトマトケチャップ』TV CMソング                  |
| HELLO（from The Tiger's Apprentice）                        | 映画『The Tiger's Apprentice』劇中歌                                                              |
| ブルボン『フェットチーネグミ』CMソング                      | ブルボン『フェットチーネグミ』TV CMソング                                                         |
| ゴーストバスターズ                                          | 映画『ゴーストバスターズ/フローズン・サマー日本語版』エンディングテーマ                           |
| Fly High                                                    | アニメ『範馬刃牙VSケンガンアシュラ』オープニングテーマ                                            |
| Change                                                      | 映画『もしも徳川家康が総理大臣になったら』主題歌                                                  |
| ブルボン『フェットチーネグミ』CMソング リミックスバージョン | ブルボン『フェットチーネグミ』「青春とはきゅん」篇 特別版 WEB CMソング                            |
| One Heart                                                   | ブルボン『フェットチーネグミ』CMソング                                                            |
| 青春永遠                                                    | TVアニメ『ぐらんぶる』Season 2 オープニングテーマ                                                 |
| Free Yourself                                               | NHKスペシャル『新ジャポニズム』イメージソング                                                     |

## 主なライブ

### ワンマン・主催イベント
| 開催日                  | タイトル                                                                           | 会場               |
| ----------------------- | ---------------------------------------------------------------------------------- | ------------------ |
| 2018年 3月30日          | 「無名ですけどワンマン」〜有名になんかなりたくない。なりたいけど。〜               | 今池HUCK FINN      |
| 4月21日                 | 「無名ですけどワンマン」〜有名になんかなりたくない。なりたいけど。〜               | 渋谷WWW            |
| 12月9日                 | 第六回「はみ出しフェスティボー」                                                   | 渋谷CYCLONE        |
| 2019年 3月24日 - 4月6日 | 「無名ですけど東名阪ワンマン」 〜有名になんかなりたくない。なりたいけど。〜 其の二 |                    |
| 12月7日                 | 第九回「はみ出しフェスティボー」                                                   |                    |
| 2020年 12月27日         | 「無名ですけどワンマン」〜日本から出たことないけど凱旋ライブ〜                     | 渋谷WWW X          |
| 2021年 7月22日          | 「無名ですけどワンマン」〜七年目のセーラー服、脱がさないで。〜                     | Veats Shibuya      |
| 9月20日 - 10月26日      | 「無名ですけど東名阪福ワンマン」 〜アイツの弱点パイナポー!〜                       |                    |
| 2022年 1月30日          | 「無名ですけど凱旋ワンマン」 〜 ようこそ、スナックタイムへUm-hum〜                 | 恵比寿LIQUIDROOM   |
| 5月20日                 | 「むむむ!?無名卒業ライブ」〜AG! FRIDAY AFTER SCHOOL〜                              | Zeppダイバーシティ |
| 8月17日・18日           | 新しい学校のリーダーズ アメリカ単独公演                                            |                    |
| 2023年 4月30日          | 「日本にいるけど一時帰国ツアー2023」                                               | Zepp大阪           |
| 5月2日                  | 「日本にいるけど一時帰国ツアー2023」                                               | Zepp新宿           |
| 8月                     | Crunchyroll Expo                                                                   | サンノゼ           |
| 10月29日                | 「HAMIDASHITEIKU」                                                                 | 東京体育館         |
| 2024年 1月9日           | 「青春襲来」                                                                       | 日本武道館         |

### 主なツアー
| 年月        | タイトル                 | 主な開催地 | 備考                 |
| ----------- | ------------------------ | --- | -------------------- |
| 2023年 11月 | 青春ツアー               | ロサンゼルス・サンフランシスコ・ニューヨーク・ワシントン・トロント・シカゴ・メキシコシティ                                                       |                      |
| 2024年 5月  | ファンクラブツアー       | 福岡・大阪・東京・札幌・名古屋 | ファンクラブ会員のみ |
| 6月         | World Tour Part I        | バルセロナ・ケルン・ベルリン・ロンドン・アムステルダム・ソウル・クアラルンプール・バンコク・香港・台北・シンガポール                             |                      |
| 9月 - 10月  | World Tour PartⅡ         | バンクーバー・シアトル・サンフランシスコ・メキシコシティ・シカゴ・トロント・ボストン・ワシントン・アトランタ・オースティン・ダラス・ロサンゼルス |                      |
| 11月 - 12月 | NIPPON Calling Tour 2024 | 兵庫・愛知・宮城・福岡・広島・札幌・東京 |                      |

### 音楽イベント
- BAYSIDE DANCE CAMP - summer - （2015年・2016年、東京）[120]。
- 5iVESTAR SUMMER FESTIVAL（2015年、東京）[121]
- TAKENOKO!!!（2015年・東京、2016年・大阪）[122]
- OSAKA KAWAii!!in 茶屋町（2015年・2016年、大阪）[123]
- ハロシブ（2015年、東京）[124]
- T-SPOOK（2015年・2016年、東京）[125]
- MOSHI MOSHI NIPPON FESITIVAL（2015年・2016年、東京）[126]
- musicるTV × BREAK OUT presents LOVE BOX（2016年・2017年、東京）[127]。
- JOYSOUND presents カオスフェス（2016年、東京）[128]
- ニコニコ超会議（2016年[129]、2017年、千葉[130]）
- hide presents MIX LEMONeD JELLY（2016年、千葉）[131]
- 加賀温泉郷フェス2016（2016年、石川）[132]
- LOVE SUNSHINE（2016年、東京）[133]
- Yasutaka Nakata presents OTONOKO（2016年、石川）[134]
- 「秋のKOTO祭り」〜ハロウィーンパーティ〜（2016年、東京）[135]
- YATSUI FESTIVAL（2017年、東京）[136]
- ROCK IN JAPAN FESTIVAL（2018年、茨城[137]、2023年、千葉[138]）
- INNOVATION WORLD FESTA supported by CHINTAI（2021年、東京）[139]
- サンディエゴ・コミコン2022（2022年8月、サンディエゴ）[140]
- Head In The Clouds Festival ジャカルタ 2022（2022年8月、ジャカルタ）[141]
- 黒（96）フェス2022 しげる祭 －白黒歌合戦－（2022年9月6日、東京）
- Head In The Clouds Festival マニラ 2022（2022年12月、マニラ）[141]
- LuckyFes 23'（2023年、茨城）[142]
- SUMMER SONIC2023（2023年、大阪[143]、千葉[144]）
- コヤブソニック（2023年、大阪）[145]
- F1シンガポールグランプリライブ (2023年、シンガポール)
- Head In The Clouds Festival NY 2023（2023年8月、ニューヨーク）[146]
- Head In The Clouds Festival LA 2023（2023年8月、ロサンゼルス）[147]
- Clockenflap Festiva（2023年12月、香港）[148]
- Maho Rasop Festival 2023（2023年12月、バンコク）[149]
- ZEPHYREN（2024年、代々木）[150]。
- Bobapalooza music festival（2024年、フィリピン）[151]。
- True Colors DANCE 2024（2024年、東京）[152]
- コーチェラ・フェスティバル 2024（2024年、アメリカ・カリフォルニア州）[153]
- JAPAN JAM 2024（2024年、千葉）[154]
- Head In The Clouds Festival New York 2024（2024年、ニューヨーク）[155]
- METROPOLITAN ROCK FESTIVAL 2024（2024年、東京・大阪）[156]
- プリマヴェーラ・サウンド Barcelona 2024（2024年、スペイン）[157]
- 「宣誓 ～個性や自由ではみ出し10年～」2025年7月19日、千葉･幕張で、結成10周年となるこの日に開催した。[158]

## 出演

### テレビ
- musicる TV（2015年 - 2023年、テレビ朝日系） - 不定期出演
- 関内デビル（2018年 - 2019年、テレビ神奈川） - 『1チェーン8万!?むむむのむ!』隔週コーナーレギュラー[159][160][161]
- ブレイクッ!（NHK Eテレ・NHK for School）[162]
- 日本シン人種図鑑 新しい学校のリーダーズ長期密着まるまる1時間SP!（2022年10月12日、テレビ東京）[163]
- SONGS OF TOKYO Festival 2022（2022年11月5日、NHKワールド JAPAN）[164]
- 5時に夢中!（2023年8月24日、TOKYO MX）[165]
- 新しい学校のリーダーズの課外授業（2023年10月4日 - 、テレビ朝日系）[166]
- レギュラー番組への道 おかえり音楽室（2023年11月4日、NHK総合）[167]
- ベストヒット歌謡祭2023（2023年11月16日、読売テレビ・日本テレビ系）[168]
- 徹子の部屋（2024年2月6日、テレビ朝日）[169]

#### NHK紅白歌合戦出場歴
| 年度   | 放送回 | 回 | 曲目         | 備考           |
| ------ | ------ | -- | ------------ | -------------- |
| 2023年 | 第76回 | 初 | オトナブルー | トップバッター |

### ラジオ
- 新しい学校のリーダーズ LOCKS!（2024年4月 - （月1回）、TOKYO FM） - 講師

### テレビドラマ
- 必殺仕事人（2023年1月8日、朝日放送・テレビ朝日系） - 踊りに興じる町娘 役[170]
- 何かおかしい 2 第12話（2023年6月21日（1月20日先行配信）、テレビ東京） - 劇中のネットラジオのゲストとして出演[171]

### インターネットテレビ
- 新学奇の記録（2020年5月2日、LINE NEWS）[172]
- my name is（2023年4月16日、ABEMA）[173]
- ひ〜!ひ〜!ふ〜!（2023年1月26日、Prime Video）[174]

### 映画
- ベイビーわるきゅーれ 2ベイビー（2023年3月24日、渋谷プロダクション） - 新しい学校のリーダーズ（本人） 役[101]

### CM
- Google「声で自由に」編（2015年）[175]
- UNIQLO Mickey Stands Collection（2017年）[176]
- 幸楽苑「恋する幸楽苑」（2018年）[98][177]
- ソニー・インタラクティブエンタテインメント
  - 「遊ばなくっちゃ夏じゃない/PS5新作ラインナップ編」with 新しい学校のリーダーズ（2023年）-  ナレーション[106]
  - 「遊ばなくっちゃ夏じゃない/PlayStation Plus編」with 新しい学校のリーダーズ（2023年） - ナレーション[106]
  - 「PS5で"新しい学校のリーダーズ"とぶち上がっていゲー!」編（2024年）[178]
- サントリー食品インターナショナル「クラフトボス ソイラテ」[179]
  - 「クラフトボスからソイやっ 登場」篇、「クラフトボスからソイやっ オフィス」篇（2023年9月17日 - ）[180]
- サムスン電子
  - 「Galaxy Z Flip 5」（2023年11月15日 - ）[181]
  - 「Galaxy Z Flip 6」（2024年7月31日 - ）[182]
- カゴメ「ぶっかけトマト ガーリック&トマト」「カゴメトマトケチャップ」
  - 「はみ出していく」篇、「覚醒」篇（2024年2月27日 - ）[183]
- ブルボン「フェットチーネグミ」シリーズ
  - 「青春とはきゅん」篇（2024年3月26日 - ）[184]